# Jean-Jacques Kieffer
Jean-Jacques Kieffer (Guinkirchen, 1857 – Bitche, 1925) è stato un naturalista, botanico ed entomologo francese.
Si specializzò nello studio degli insetti parassiti.

## Biografia
Kieffer ricevette l'educazione come seminarista. Quindi insegnò Scienze naturali a Bitche, in Lorena, mentre lavorava alla descrizione e alla classificazione degli insetti.
Le sue opere e pubblicazioni divennero in seguito una importante fonte per gli entomologi del principio del XX secolo per la descrizione e la classificazione, in particolare, di vespe parassite (Terebrantia), moscerini e zanzare (Culicidae).
Kieffer ricevette una laurea honoris causa dall'Università di Strasburgo nel 1904.

## Opere principali
- Beschreibung neuer Proctotrypiden und Evaniiden. Arkiv for Zoologi 1: 525-562. 1904
- Hymenoptera. Fam. Scelionidae. Addenda et corrigenda. Genera Insectorum 80: 61-112. 1910
- Hymenoptera, Proctotrupoidea. Transactions of the Linnean Society of London, Zoology 15: 45-80. 1912
- Proctotrupidae, Cynipidae et Evaniidae. Voyage de Ch. Alluaud et R. Jeannel en Afrique Orientale (1911–1912). Résultats scientifiques. Hyménoptères 1: 1-35. 1913
- Proctotrypidae (3e partie). Pages 305-448 in André, E. Species des Hyménoptères d'Europe et d'Algérie. Vol. 11. 1914
- Neue Scelioniden aus den Philippinen-Inseln. Brotéria 14: 58-187. 1916
- Diapriidae. Das Tierreich. Vol. 44. Walter de Gruyter & Co., Berlin. 1916, 627 pp.
- Scelionidae. Das Tierreich. Vol. 48. Walter de Gruyter & Co., Berlin. 1926, 885pp.

## Collezioni
Kieffer non possedette alcuna collezione. Invece, lavorò su materiale di musei, particolarmente su quello del Museo nazionale di storia naturale di Francia, che includeva le specie tipo delle famiglie di Hymenoptera Proctotrupidae, Platygasteridae, Ceraphronidae, Diapriidae, Scelionidae, Bethylidae, Dryinidae e Embolemidae. Altri materiali erano conservati presso il Lycée Technique et Lycée Professionnel Henri Nominé a Sarreguemines.

## Onorificenze
Alcuni generi e specie di insetti sono stati nominati in suo onore, come ad esempio:
- Kiefferia, un genere di Cecidomyiinae
- Kiefferulus, un genere di Chironomidae
- Kiefferomyia, un genere di Ceratopogonidae (ora incluso nel genere descritto da Kieffer Schizohelea)